# Keita Saito
Keita Saito (født 31. marts 1993) er en japansk fodboldspiller, som spiller for den japanske fodboldklub Mito HollyHock.